# Valerij Šarij
Valerij Petrović Šarij (in russo Валерий Петрович Шарий?; in bielorusso  Валерый Пятровіч Шарый?; Čėrven', 2 gennaio 1947) è un ex sollevatore sovietico di origine bielorussa, campione olimpico, mondiale ed europeo che ha gareggiato nelle categorie dei pesi massimi leggeri (fino a 82,5 kg.) e dei pesi medio-massimi (fino a 90 kg.).

## Carriera
Nel 1972 Šarij, fresco detentore del record mondiale nel totale di tre prove, venne convocato per le Olimpiadi di Monaco di Baviera nella categoria dei pesi massimi leggeri, dove però, al pari del suo connazionale Boris Pavlov, terminò fuori classifica avendo fallito i tre tentativi di ingresso nella prova di distensione lenta.
Dopo alcuni anni di risultati poco brillanti, anche per la forte competizione interna nel suo Paese, nel 1975 vinse il titolo ai campionati nazionali sovietici, partecipando successivamente ai campionati mondiali ed europei di Mosca, riuscendo ad imporsi sulla concorrenza straniera e conquistando la medaglia d'oro con 357,5 kg. nel totale di due prove, battendo il bulgaro Trendafil Stojčev (stesso risultato nel totale di Šarij) ed il finlandese Juhani Avellan (350 kg.). Dal 1973 le competizioni di sollevamento pesi si disputavano su due prove e non più su tre prove, essendo stata eliminata la prova di distensione lenta.
L'anno seguente Šarij vinse la medaglia d'oro ai campionati europei di Berlino Est con 367,5 kg. nel totale e poco dopo partecipò alle Olimpiadi di Montréal 1976, dove si confermò il migliore della sua categoria, vincendo la medaglia d'oro con 365 kg. nel totale, battendo nuovamente Stojčev (360 kg.) e l'ungherese Péter Baczakó (345 kg.). In quell'anno la competizione olimpica era valida anche come campionato mondiale.
Ritornò ad avere risultati importanti a livello internazionale nel 1979, ottenendo la medaglia di bronzo ai campionati europei di Varna, dopo essere passato alla categoria superiore dei pesi medio-massimi, sollevando 370 kg. nel totale.
L'anno seguente, ai campionati europei di Belgrado, vinse la medaglia d'argento con 382,5 kg. nel totale, dietro al bulgaro Rumen Aleksandrov (390 kg.).
Poco dopo terminò la sua carriera di sollevatore, diventando allenatore di sollevamento pesi e responsabile tecnico della squadra nazionale bielorussa di questa disciplina dal 1994 al 2001.
Nel corso della sua carriera di sollevatore Valerij Šarij realizzò 13 record mondiali nella categoria dei pesi massimi leggeri, di cui 1 nella prova di distensione lenta, 4 nella prova di strappo, 3 nella prova di slancio, 2 nel totale di due prove e 3 nel totale di tre prove.